# Amphoe Pathio

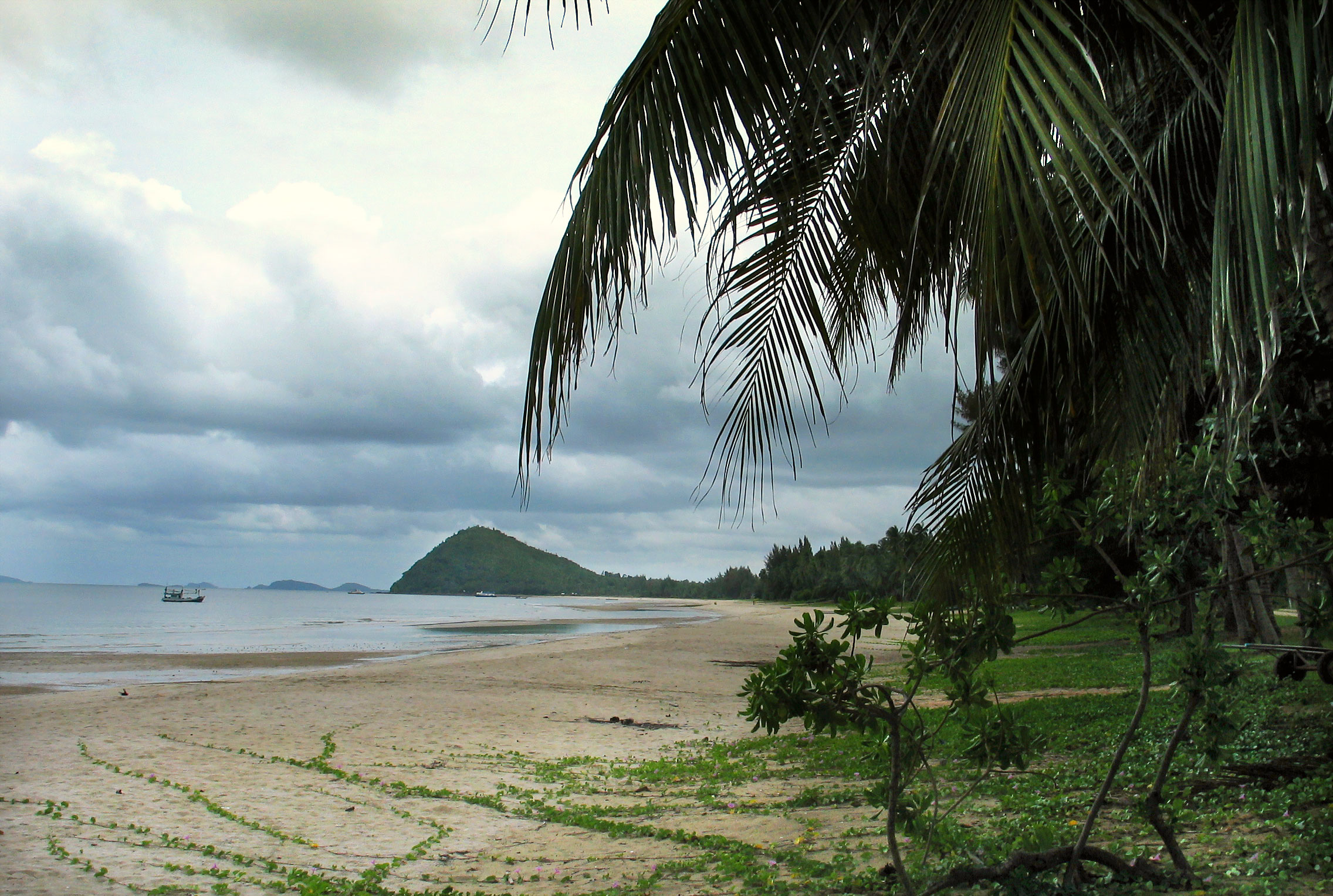
Strand von Thung Wua Laen

Amphoe Pathio (thailändisch อำเภอ ปะทิว, Aussprache: [pàʔtʰiw]) ist ein Landkreis (Amphoe – Verwaltungs-Distrikt) im Norden der Provinz Chumphon. Die Provinz Chumphon liegt in der Südregion von Thailand.

## Geographie
Amphoe Pathio wird von folgenden Amphoe begrenzt (vom Süden im Uhrzeigersinn aus gesehen):  Amphoe Mueang Chumphon und Amphoe Tha Sae der Provinz Chumphon sowie vom Amphoe Bang Saphan Noi der Provinz Prachuap Khiri Khan. Im Osten liegt der Golf von Thailand.

## Sehenswürdigkeiten
- Strand von Thung Wua Laen – langgezogener, flacher Sandstrand, hauptsächlich von Kasuarinen bestanden. Wenige, einfache Unterkünfte, beliebt bei einheimischen Touristen.
- Kleine, nicht weit von der Küste entfernte Inseln, wie Ko Chorakhae (เกาะจระเข้) oder Ko Khai (เกาะไข่), sind für Schnorchler interessant.

## Ausbildung
Im Amphoe Pathio befindet sich der Nebencampus Chumphon des King Mongkut’s Institute of Technology Lat Krabang.
Außerdem findet sich in der Nähe des Bahnhofs in Bang Son die weiterführende Schule Pathio Wittaya und die Nachhilfeschule EnglishPlus.

## Verwaltung

### Provinzverwaltung
Amphoe Pathio besteht aus sieben Unterbezirken (Tambon), die weiter in 70 Dörfer (Muban) gegliedert sind.
| \| Nr. \| Name \| Thai \| Muban \| Einw.[1] \| \| --- \| ------------- \| --------- \| ----- \| -------- \| \| 1. \| Bang Son \| บางสน \| 08 \| 04.512 \| \| 2. \| Thale Sap \| ทะเลทรัพย์ \| 07 \| 05.213 \| \| 3. \| Saphli \| สะพลี \| 10 \| 07.979 \| \| 4. \| Chum Kho \| ชุมโค \| 14 \| 10.214 \| \| 5. \| Don Yang \| ดอนยาง \| 15 \| 09.872 \| \| 6. \| Pak Khlong \| ปากคลอง \| 07 \| 04.412 \| \| 7. \| Khao Chai Rat \| เขาไชยราช \| 09 \| 04.770 \| |               |           |       |        |
| Nr. | Name          | Thai      | Muban | Einw.  |
| 1. | Bang Son      | บางสน     | 08    | 04.512 |
| 2. | Thale Sap     | ทะเลทรัพย์  | 07    | 05.213 |
| 3. | Saphli        | สะพลี      | 10    | 07.979 |
| 4. | Chum Kho      | ชุมโค      | 14    | 10.214 |
| 5. | Don Yang      | ดอนยาง    | 15    | 09.872 |
| 6. | Pak Khlong    | ปากคลอง   | 07    | 04.412 |
| 7. | Khao Chai Rat | เขาไชยราช | 09    | 04.770 |

### Lokalverwaltung
Es gibt sechs Kleinstädte (Thesaban Tambon) im Landkreis:
- Pathio (เทศบาลตำบลปะทิว) besteht aus Teilen der Tambon Bang Son und Thale Sap.
- Map Ammarit (เทศบาลตำบลมาบอำมฤต) besteht aus Teilen des Tambon Don Yang.
- Saphli (เทศบาลตำบลสะพลี) besteht aus Teilen des Tambon Saphli.
- Thale Sap (เทศบาลตำบลทะเลทรัพย์) besteht aus weiteren Teilen des Tambon Thale Sap.
- Chum Kho (เทศบาลตำบลชุมโค) besteht aus dem gesamten Tambon Chum Kho.
- Bang Son (เทศบาลตำบลบางสน) besteht aus weiteren Teilen des Tambon Bang Son.

Außerdem gibt es vier „Tambon-Verwaltungsorganisationen“ (TAO, องค์การบริหารส่วนตำบล) für die Tambon oder die Teile von Tambon im Landkreis, die zu keiner Stadt gehören.